# Obrotowe przesunięcie częstości
Obrotowe przesunięcie częstości (ang. Rotational frequency shift) – w mechanice kwantowej
efekt analogiczny do obrotowego efektu Dopplera, w którym fala elektromagnetyczna, spolaryzowana kołowo o częstości {\displaystyle \Omega } w układzie współrzędnych obracającym się i emitowana równolegle do osi rotacji układu, będzie miała częstość powiększona lub pomniejszoną o częstość obrotu układu w zależności od kierunku wzajemnej rotacji wektora elektrycznego i układu.
Polega na zmianie częstości emisji spontanicznej w układzie obracającym o częstość obrotu układu. Wynika on z faktu, że moment pędu pola elektromagnetycznego w układzie obracającym się ma wkład do jego pseudoenergii. Jeśli częstość emisji spontanicznej w układzie obracającym się wynosi {\displaystyle E_{12},} to częstość w układzie laboratoryjnym będzie wynosić {\displaystyle E_{12}+\omega ,} gdzie {\displaystyle \omega } to częstość obrotu układu.
Z powodu trudności budowania układów mechanicznych obracających się z częstościami radiowymi jest obserwowalny łatwo jedynie dla paczki trojańskiej z elektronem wzbudzanym wewnętrznie jako źródłem promieniowania i obracającym się z częstością optyczną.
Ponieważ w układach kwantowomechanicznych o symetrii obrotowej jak atom wodoru stany kwantowe mają dobrze zdefiniowane dyskretne wartości momentu pędu i dlatego sąsiednie stany są z reguły w przybliżeniu zdegenerowane w układzie obracającym się i przesunięte dokładnie o tyle samo ile wynosi obrotowe przesunięcie częstości efekt ten jest zauważalny tylko w układach ze złamaniem tej symetrii, np. polem elektrycznym jak to ma miejsce w przypadku paczki trojańskiej.